# アクシス・コミュニケーションズ
アクシスコミュニケーションズAB（英語: Axis Communications AB）は、スウェーデン・ルンド市に本拠地を置く、物理セキュリティおよびビデオ監視むけネットワークカメラの世界的な製造メーカー。ネットワークカメラ市場で世界3位のシェアを誇る。通称アクシス。日本法人は東京都新宿区に拠点を置く、アクシスコミュニケーションズ株式会社。キヤノンの完全子会社。

## 沿革
アクシスコミュニケーションズはもともとプリントサーバーを開発・販売するIT企業として発足した。その後、コンピューターネットワーク技術を利用し、セキュリティ産業向けにネットワークカメラを開発。製品のほとんどにフラッシュメモリーを搭載した組込システムを採用し、カスタムバージョンのLinuxを実行する。最も注目すべき主要な技術の一つにデバイスのフラッシュメモリ寿命を延ばす、JFFSの開発が挙げられる。

### 創業
アクシスコミュニケーションズはスウェーデン、ルンド市にて1984年にマーティン・グレン (en:Martin Gren)とマイケル・カーソン (Mikael Karlsson)により創設された。IBMメインフレームとミニコンピューター環境におけるPCプリンターに使用する、プロトコルコンバータとプリンターインターフェースの開発と販売をしていた。1980年代後半に米国ボストンおよびマサチューセッツに販売支社を開設。1990年代初頭にはIBMメインフレームからネットワークとTCP/IPプロトコルへとビジネスをシフトさせた
。

### 拡大
1991年、アクシスコミュニケーションズはTCP/IPとNetWareの両方をサポートするマルチプロトコルプリントサーバを発表。1995年、TCP/IP(NFS)とWindows(SMB)に対応し、ファイルサーバインディペンデントのマルチプロトコルCD-ROMサーバ、イーサネットネットワークのAXIS 850を発表した。同年までに香港、シンガポール、東京に販売拠点を開設した。

### ネットワークカメラに集中
1996年、アクシスコミュニケーションズは業界初のネットワークカメラAXIS  200を発表した。1999年にはLinuxを内蔵した初の量産品となるAXIS 2100を 、2004年には発表当時、世界最小のAXIS 206を発表した。 

### 産業基準を制定する業界団体を創設
2008年、アクシスコミュニケーションズはBosch と Sonyと共に、ネットワークビデオ製品のインターフェースを標準化し、新しい産業基準を制定する業界団体、ONVIF (Open Network Video Interface Forum)を創設。2009年、ONVIFに対応した初の製品AXIS P3301を発表した。現在、600点以上のONVIF対応製品が販売されている。

### 現在
アクシスコミュニケーションズは、50か国以上に拠点を構え、2800名を超える従業員が在籍している。2013年の調査会社IHSリサーチ結果によると、同社はネットワークカメラとビデオエンコーダ市場において世界市場リーダーであると報告されている。設置事例は、米国・ヒューストンおよびシドニー国際空港、ロシア・モスクワ地下鉄 、スペイン・マドリードバスなど、世界各地の重要地点に多数およぶ。2015年2月10日、イメージングおよび光学製品の製造を専門とする日本の多国籍企業、キヤノンによる236億スウェーデンクローナによる株式公開買い付けが発表された。キヤノングループ傘下となった後も、独立したブランドと経営が継続されるとの方針が示されている。2017年7月18日、セキュリティ研究者はgSOAPと呼ばれるコードの中にサイバーセキュリティの脆弱性を公開。 アクシス製品も含めて、すべてのONVIF互換セキュリティ製品が影響を受けた。

### 買収による傘下企業の拡大
2016年2月1日、アクシスコミュニケーションズは、交通および輸送のセキュリティおよび安全アプリケーション向けのビデオ分析プロバイダ、Citilogを買収した。2016年5月30日、チェコ共和国に拠点を置くIPインターコムソリューションのプロバイダーである2Nを買収。2016年6月3日、人数カウント、待ち行列測定、占有率推定などの小売用途のためのビデオ分析プロバイダー、Cognimaticsを買収。

## 独自のテクノロジー

### ネットワークカメラ
アクシスコミュニケーションズは様々な用途に向けたネットワークカメラを開発、販売している。PTZ 、耐衝撃、サーマル、屋外、HDTV、ワイヤレス 、動体検知 、およびプログレッシブスキャンなどである。同社は業界初のHDTVネットワークカメラAXIS Q1755を2008年12月に、サーマルネットワークカメラAXIS Q1910を2010年1月に発表した

 
。HDTVとは、SMPTEにより定められた一定の解像度とフレームレートの基準を満たす製品の認証。

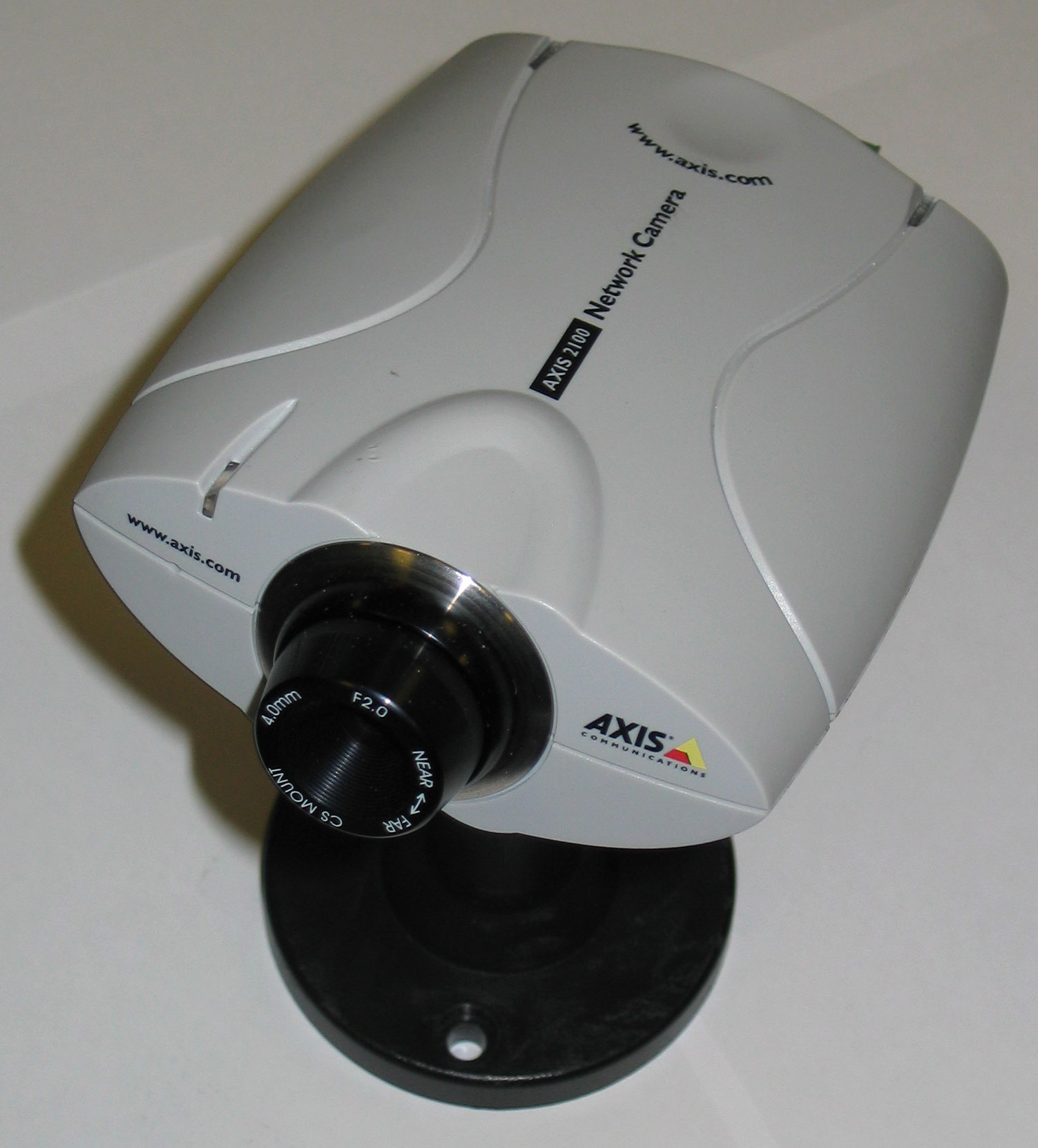
AXIS 2100 ネットワークカメラ

#### P-Iris
P-Iris (Precise Iris Control)は、アクシスのネットワークカメラに搭載される絞り制御方式の一つ。カメラにインストールされた特殊なソフトウェアとレンズ内のステッピングモーターにより、絞りの開口部を調整し、光量、およびコントラストや鮮明さ、解像度及び被写界深度の向上を図る。P-Irisはアイリス開口部の位置を調整し続けることにより画質を維持する。この位置はF値として示され、P-Irisでは、レンズ性能が最適かつエラーが低減されるよう調整される。P-Irisにより、カメラから異なる距離にまたがる複数の被写体に同時にピントを合わせることが可能となる。固定/バリフォーカルレンズ搭載の監視カメラにおけるDC アイリス制御では、カメラもしくは利用者が、画像の鮮明さを最適化させるのに必要なアイリス開口部の正確な位置を知ることができない。その問題を解決するため、光学製品メーカーである興和株式会社と提携し、共同で開発した。
非常に明るい場所において、アイリス開口部が小さくなりすぎると、回折の影響による小絞りボケが発生する。 P-Irisはイメージセンサー上の画素サイズが、従来までのネットワークカメラと比べてより小さい、メガピクセルやHDTVネットワークカメラに使用される。メガピクセルおよびHDTVネットワークカメラは、メガピクセルイメージセンサー(100万画素以上)を使用するが、その画素数は著しく増加している。 小さな画素は大きな画素と比べると表面が小さいため、あまり光を集めることができない。そのため、メガピクセルやHDTVネットワークカメラでは、イメージセンサーにやってくる光のレベルを正確に調整できる必要がある。  P-Irisを搭載した初めての製品はAXIS P1346 ネットワークカメラ。

#### コリドールフォーマット(Corridor Format)
コリドールフォーマットは階段、廊下、通路、またはトンネルといった幅が狭いエリアの監視に向けたビデオ監視フォーマット 。幅の狭い形状のエリアを通常の横向きのビデオ監視フォーマットで撮影すると、撮影視野の多く(特に左右両端の部分)が不要になるためHDTVネットワークカメラのフル解像度が活かされない、という結果になる。コリドールフォーマットはHDTV標準規格のフルフレームレートや解像度はそのままに、16:9アスペクト比を9:16にする－すなわち横向きの画像を縦向きにして－画像を最大限活用すべく撮影するコリドールフォーマットは縦型の映像を生成するため、幅の狭い監視エリアを効率的に撮影し、横向きのフォーマットで発生する典型的な帯域幅とストレージの無駄を省く。コリドールフォーマットは二つの機能の組み合わせにより成り立っている。アクシスのカメラを横向きに設置し、固定ドームカメラの場合には、3軸のカメラアングル調整機構と共に、内蔵されているレンズを90°回転させてマウントする。次にカメラの設定インターフェースを利用し、画像を90°回転させて、縦型に撮影されるよう設定する。コリドールフォーマットはオープンプラットフォームのAPIを通じてソフトウェアベンダーよりアクセス可能となっている。

#### Lightfinder
Lightfinderテクノロジーは、低照度の撮影環境においてカラー映像を提供する。一方、暗所に対応する通常のビデオ監視用カメラであれば、撮影エリアの光量が一定のレベルを下回ると白黒映像に切り替わるので、色の詳細を得ることはできない。Lightfinderテクノロジーは,超高感度CMOSイメージセンサとレンズ、同社独自開発のASICチップ、が搭載され、カメラに内蔵されたソフトウェアがフィルタリングやシャープネスの度合いを調整し、画像を生成する。このようなチップ、センサー、レンズの組み合せにより、低照度環境においてもブレやノイズを低減させ、カラー映像を得る。Lightfinderテクノロジーは建設現場や駐車場などの場所において、人や乗り物を認識する用途に利用される。Lightfinderテクノロジーを搭載した初めての製品はAXIS Q1602。

#### Zipstream
Zipstreamは、既存のH.264ネットワークインフラストラクチャおよびビデオ管理ソフトウェアと互換性があり、ネットワークカメラの帯域幅とストレージの消費量を削減する、より効率的なH.264の実装である。Zipstreamはビデオストリームをリアルタイムで分析し最適化する。 ダイナミックROI(Region Of Interest)とダイナミックGOP(Group Of Pictures)の概念を適用することで、ビデオストリームのビットレートを削減する。顔やナンバープレートのような検証に必要な詳細部分は区別されて画質が維持されるが、壁や植生のような無関係な領域は帯域幅とストレージ消費を減らすためにスムージングによって間引かれた画質になる。Zipstreamはさらに、PTZカメラの動きに自動的に適応し、ビデオストリームのビットレートをリアルタイムで最適化するためのダイナミックFPS(Frames Per Second)の概念をサポートするように改良された。

### ネットワークビデオエンコーダ
ネットワークビデオエンコーダ、通称エンコーダはアナログシステムの映像をデジタルフォーマットに変換し、IPネットワークを利用できるよう開発された製品。画像の鮮明さを失うことなく帯域幅やストレージ使用量を低減させるため、H.264データ圧縮が利用されている。1ポート、4ポート、6ポート、および16ポートのビデオエンコーダと大規模向け設置用のラックが販売されている。

### ビデオ管理ソフトウェア
アクシスコミュニケーションズはAXIS Camera Stationという製品名でビデオ管理ソフトウェアを販売している。同製品はリモートビデオモニタリング、録画、およびイベント管理機能を提供する。 APIにより、販売時点情報管理やアクセス制御のような他のシステムとの統合が可能。

### 映像分析ソフトウェア
アクシスカメラアプリケーションプラットフォームはオープンなAPIで、ダウンロードしてアクシス製品にインストールして利用できるアプリケーション開発が第三者により可能となる。これによりソフトウェア会社はアクシスネットワークカメラに対し、認識、計測、検知、トラッキングといった機能を持たせる映像分析アプリケーションを開発できるようになる。

### 物理アクセスコントロール
アクシスコミュニケーションズは2013年末に物理アクセスコントロールソリューションの提供を開始した。初めて発売された製品はAXIS A1001ネットワークドアコントローラー
。IPベースのセキュリティシステムコンポーネントと他社ソフトウェアに統合可能なオープンインターフェースを搭載している。同製品は物理アクセス制御ソリューションにおける初のONVIF製品である
。